# Stazione Marittima di Napoli
Die Stazione Marittima di Napoli ist ein Teil des Hafens von Neapel. Ehemals für den transozeanischen Linienschiffverkehr errichtet ist sie heute ein Kreuzfahrtterminal. Sie befindet sich auf der Pier Molo Angioino, deren Liegeplätze für Kreuzfahrtschiffe vorgesehen sind.

## Geschichte
Die Stazione Marittima di Napoli war ein Bauvorhaben des damals zuständigen Ministeriums für öffentliche Arbeiten. Die faschistische Regierung Italiens maß dem Hafen der Stadt Neapel eine große Bedeutung für die Schifffahrt im Mittelmeer zu und ließ im Jahr 1933 das neue Bauvorhaben ausschreiben. Baubeginn war im Jahr 1934, fertiggestellt wurde das Gebäude 1936. Architektonisch ist die Stazione Marittima di Napoli im Stil des italienischen Rationalismus gehalten. Architekt war Cesare Bazzani.
Die Stazione Marittima wurde inzwischen renoviert und nach Flughafen-Standards modernisiert. Sie beherbergt Abfertigungseinrichtungen, Geschäfte und ein Kongresszentrum. Betrieben wird sie von dem Unternehmen Terminal Napoli SpA, an dem unter anderem mehrere Kreuzfahrtgesellschaften beteiligt sind.

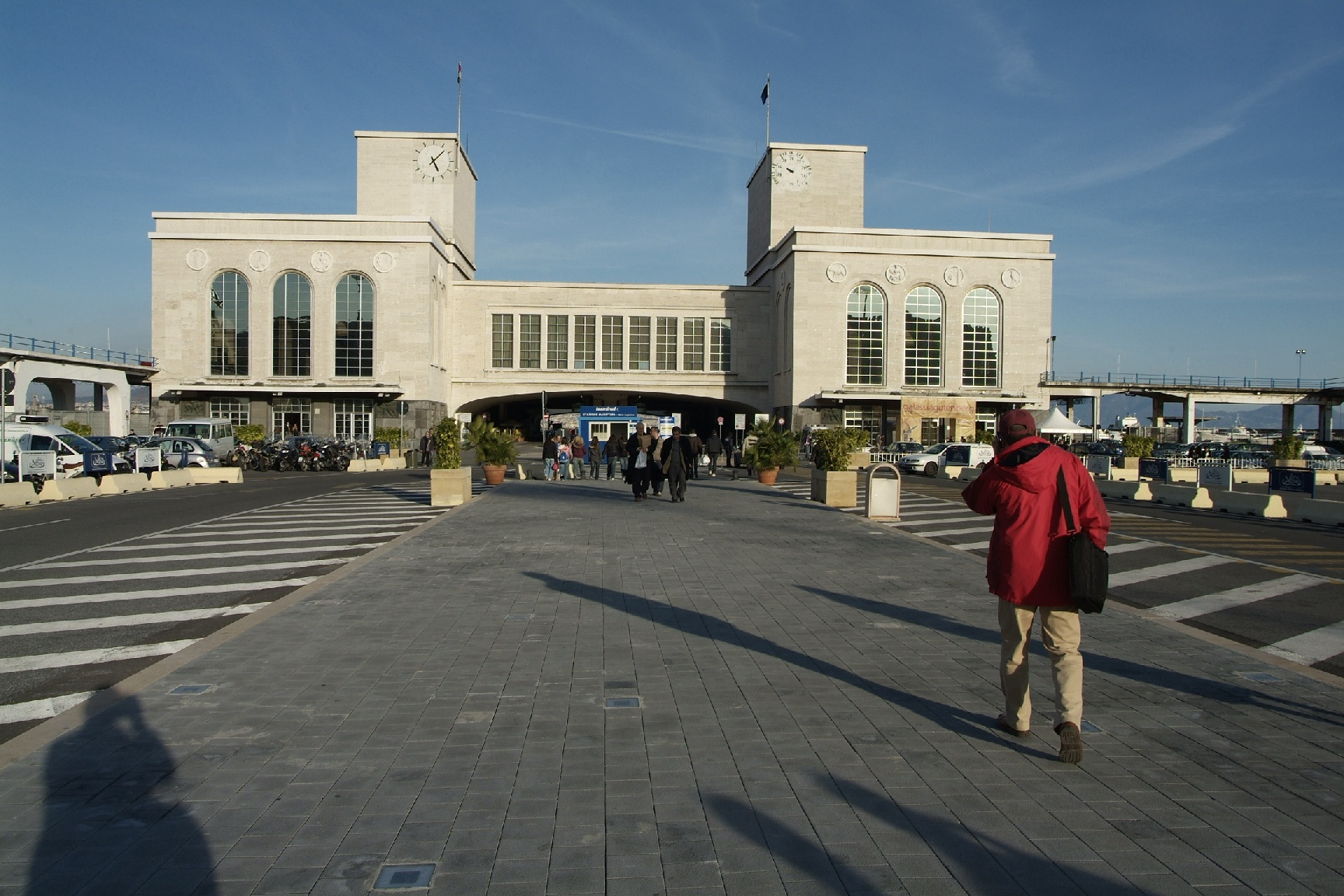
Ansicht der Stazione Marittima di Napoli
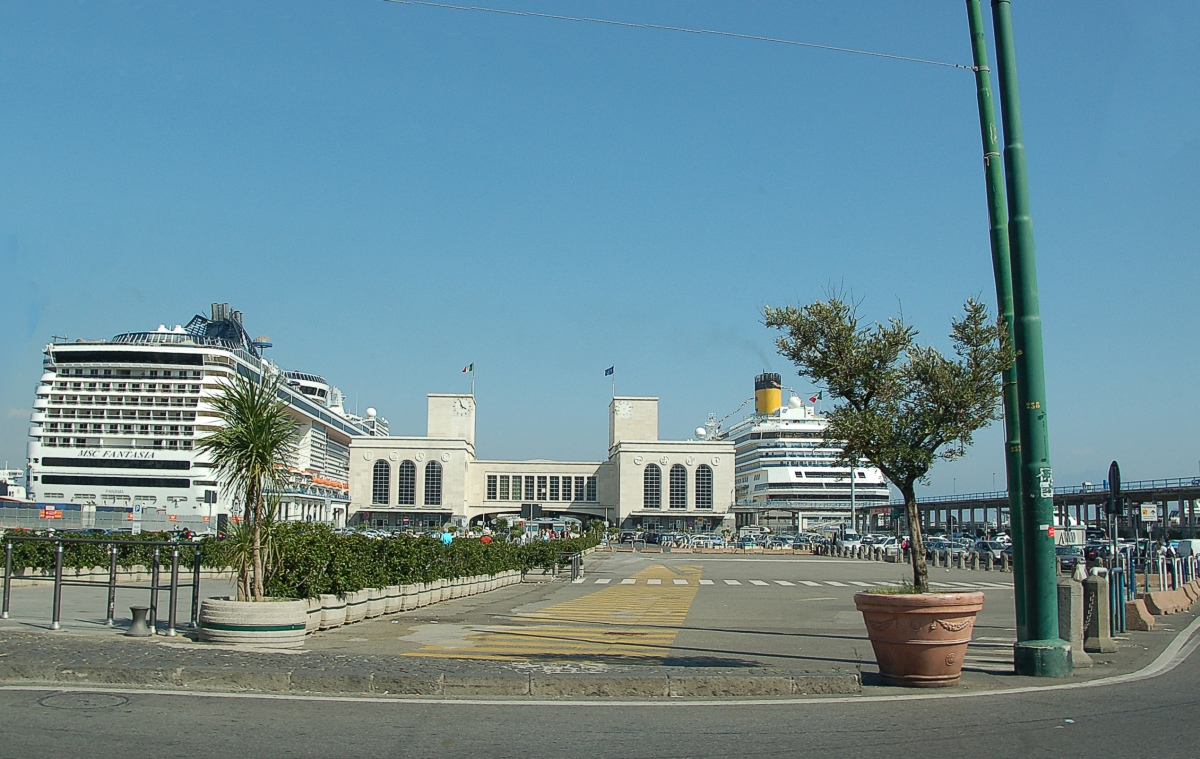
Die Stazione Marittima di Napoli mit zwei Kreuzfahrtschiffen
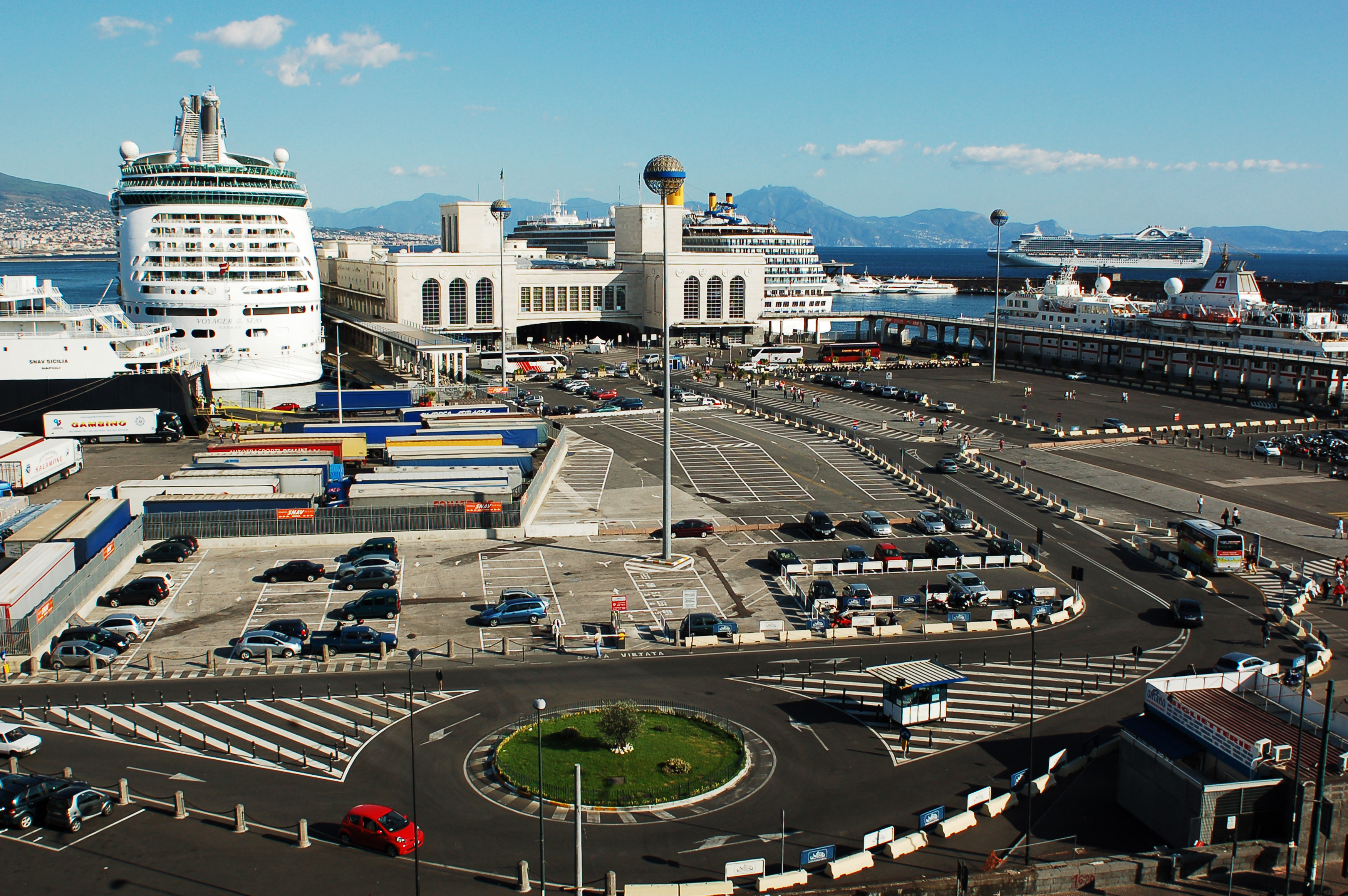
Stazione Marittima auf dem Angioino-Pier